# Комишнянське газоконденсатне родовище
Комишнянське газоконденсатне родовище — газоконденсатне родовище, що належить до Глинсько-Солохівського газонафтоносного району Східного нафтогазоносного регіону України.

## Опис
Розташоване в Полтавській області на відстані 22 км від м. Миргород.
Знаходиться в центральній частині приосьової зони Дніпровсько-Донецької западини в межах групи структурних елементів, що простягаються вздовж півд.-сх. борту Жданівської депресії.
Структура виявлена в 1948 р. Візейські відклади залягають у вигляді структурного носа, розміщеного в окремому тектонічному блоці. Розміри продуктивної площі в межах скидових порушень 6,9х5,7 м. Перший промисл. приплив газу і конденсату одержано в 1984 р. з верхньовізейських відкладів з інт. 5797-5827 м.
Поклади пластові, тектонічно екрановані та літологічно обмежені. Колектори — пісковики. Режим покладів газовий. Запаси початкові видобувні категорій А+В+С1: газу — 3329 млн. м³; конденсату — 537 тис. т.